# Adobe Photoshop Elements
Adobe Photoshop Elements er et billedbehandlingsprogram, som er en reduceret udgave af den professionelle version Adobe Photoshop.
Programmet indeholder de fleste egenskaber som den professionelle version men med færre og simplere muligheder for fotoredigering.
Eksempelvis kan Photoshop Elements ikke eksportere filer i formatet CMYK, som blandt andet bruges af layout- og grafiske designere ved magasiner og aviser.
Den sidste udgave af programmet, anno 2015, er Adobe Photoshop Elements 13.0.

## Ekstern henvisning
- Elements-familien